# 深作欣二
深作欣二（1930年7月3日—2003年1月12日），
日本電影導演、編劇。與山田洋次、篠田正浩和大島渚同屬二戰後第二代導演，電影個人風格強烈，皆是作者派導演，尤擅長動作電影及日本極道（黑社會）描述，是日本電影史上至今拍攝商業電影數量最多的導演，多次被電影旬報觀眾票選為「最受歡迎的導演」，也是日本近代電影史的重要人物。

## 生平
深作欣二於1930年7月3日出生於茨城縣水戶市。
1953年日本大學藝術系畢業後進入東映電影公司工作，先後擔任過牧野雅弘、關川秀雄等人的助理導演八年。
1996年起，擔任日本電影導演協會理事長，並在同年發現患有前列腺癌。1997年獲頒日本紫綬褒章。2002年9月，在新片《大逃殺２》的發表會上，表示癌細胞已骨轉移，但仍堅持拍片至走完人生路程結束。

## 個人生活
深作妻子中原早苗為藝人。

## 導演作品
風來坊探偵 系列-（1961年） 
風來坊探偵 赤い谷の慘劇 
風來坊探偵 岬を渡る黒い風
ファンキーハットの快男児 系列（1961年）
ファンキーハットの快男児 
ファンキーハットの快男児 二千萬円の腕
白晝の無頼漢 （1961年） 
誇り高き挑戦（1962年） 
ギャング対Gメン （1962年） 
ギャング同盟 （1963年） 
ジャコ萬と鉄 （1964年） 
狼と豚と人間（1964年）
脅迫 （おどし） （1966年） 
顔役 （1965年） 
カミカゼ野郎 真晝の決斗 （1966年） 
北海の暴れ竜 （1966年） 
解散式 （1967年） 
博徒解散式 （1968年） 
黒蜥蜴 （1968年） 
恐喝こそわが人生 （1968年） 
宇宙大作戦  ガンマー第3號（1968年）
黒薔薇の館 （1969年） 
日本暴力団 組長 （1969年）

血染の代紋 （1970年） 
君が若者なら （1970年） 
トラ・トラ・トラ! （1970年） 
博徒外人部隊 （1971年） 
軍旗はためく下に （1972年） 
現代やくざ 人斬り與太 （1972年） 
人斬り與太 狂犬三兄弟 （1972年）
仁義なき戦い 系列（東映） 
仁義なき戦い （1973年） 
仁義なき戦い 広島死闘篇 （1973年） 
仁義なき戦い 代理戦爭 （1973年） 
仁義なき戦い 頂上作戦 （1974年） 
仁義なき戦い 完結篇 （1974年） 
仁義なき戦い 総集篇 （1980年）

新仁義なき戦い 系列（東映） 
新仁義なき戦い （1974年） 
新仁義なき戦い 組長の首 （1975年） 
新仁義なき戦い 組長最後の日 （1976年）

仁義の墓場 （1975年、東映）
県警対組織暴力 （1975年、東映） 
資金源強奪 （1975年、東映）
暴走パニック 大激突 （1976年、東映） 
やくざの墓場 くちなしの花 （1976年、東映） 
北陸代理戦爭 （1977年、東映） 
ドーベルマン刑事 （1977年、東映） 
柳生一族の陰謀 （1978年、東映）
宇宙からのメッセージ （1978年、東映）
赤穂城斷絶 （1978年、東映）

復活の日 （1980年、角川春樹事務所）
青春の門 （1981年、東映） 
魔界転生 （1981年、東映） 
道頓堀川 （1982年、松竹） 
蒲田行進曲 （1982年、松竹） 
人生劇場 （1983年、東映） 
里見八犬伝 （1983年、角川春樹事務所） 
上海バンスキング （1984年、松竹） 
火宅の人 （1986年、東映） 
必殺4   恨みはらします （1987年、松竹） 
華の亂 （1988年、東映）

いつかギラギラする日 （1992年、松竹第一興行）
四谷怪談  忠臣蔵外伝（1994年、松竹） 
おもちゃ （1999年、東映）

Battle Royale 大逃殺 系列
バトル・ロワイアル （2000年、製作委員會） 
バトル・ロワイアル【特別篇】 （2001年、製作委員會） 
バトル・ロワイアルII 鎮魂歌 （2003年、東映）